# Stazione di Giachery
La stazione di Giachery è una fermata ferroviaria della città di Palermo, posta sulla ferrovia Palermo Notarbartolo-Palermo Marittima. Prende il nome dalla piazza Giachery, su cui si affaccia il fabbricato viaggiatori.

## Storia
La fermata di Giachery venne attivata nel 1990, nell'ambito del progetto del servizio ferroviario metropolitano di Palermo, di cui costituisce il capolinea.

## Strutture e impianti

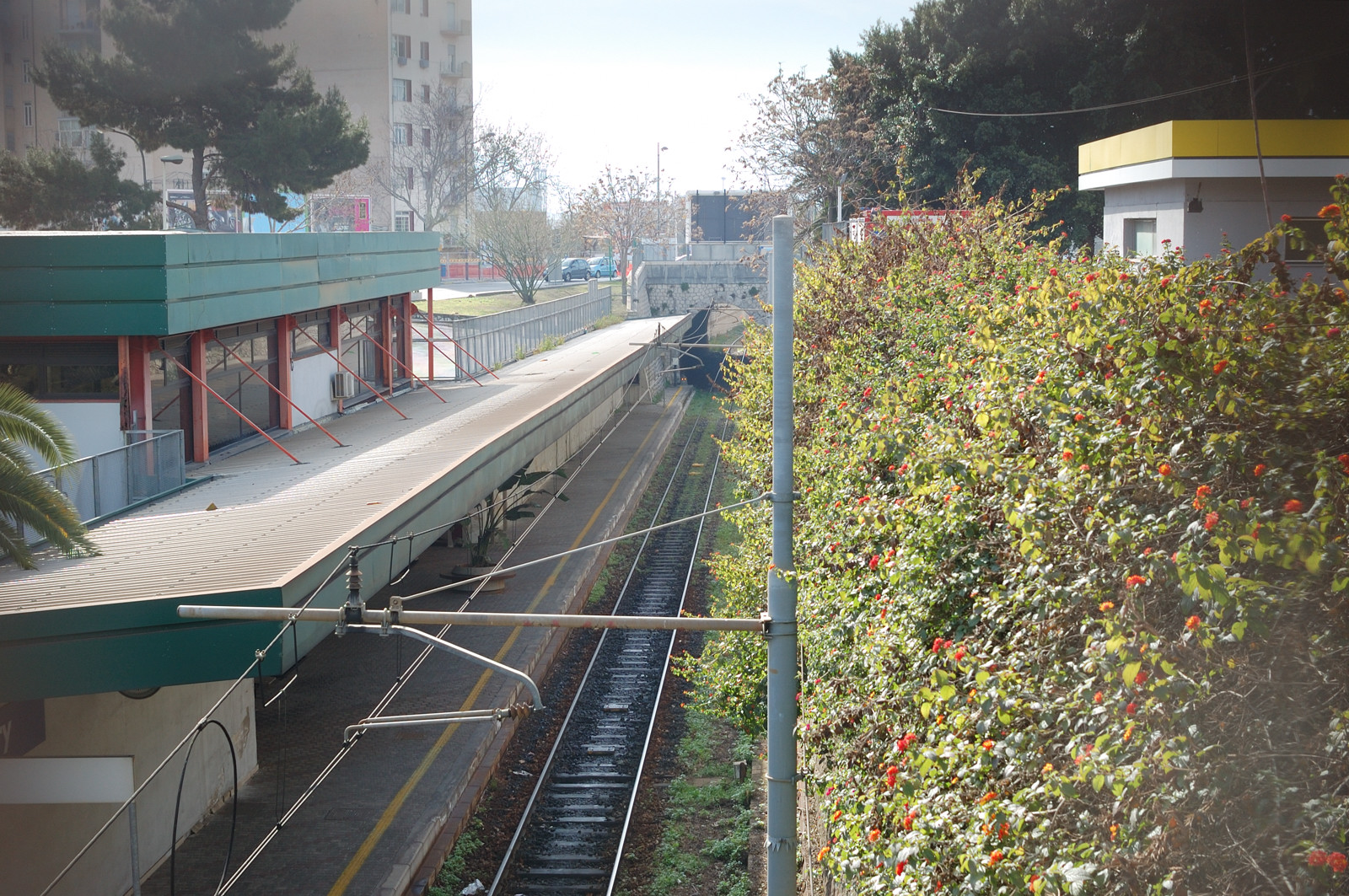
Il piazzale del binario

Il fabbricato viaggiatori è una moderna struttura, collegata alla banchina tramite una scala. La fermata conta un unico binario, posto in trincea e servito da un marciapiede coperto da una pensilina. La linea ferroviaria prosegue come raccordo all'interno dell'area portuale attualmente però dismesso per lavori riguardo all'anello ferroviario.
Formalmente, la fermata di Giachery non costituisce un impianto autonomo, ma è parte della stazione di Palermo Sampolo, abilitata al solo traffico merci.

## Movimento
La fermata è capolinea dei treni regionali da e per Palermo Notarbartolo, parte del servizio ferroviario metropolitano di Palermo. I treni sono effettuati da Trenitalia e cadenzati a frequenza semioraria. Il servizio funziona nei soli giorni feriali.

## Servizi
- Biglietteria automatica